# 3,4-Метилендиоксифенилпропан-2-он
3,4-метилендиоксифенил-2-пропанон или пиперонилметилкетон — химическое соединение, прекурсор метилендиоксифенилэтиламинов (MDMA и других MDxx).

## Наименование
В англоязычных странах используется сокращение MDP2P (от англ. 3,4-methylenedioxyphenyl-2-propanone), на русском — 3,4-МДФ-2-П (от 3,4-метилендиоксифенил-2-пропанон) или ПМК (пиперонилметилкетон).

## Методы получения
Обычно синтезируется из сафрола или его изомера изосафрола путём окисления с использованием Вакер-процесса, либо окислением пероксикислотами. 3,4-МДФ-2-П можно синтезировать и из гелиотропина (он же пиперналь, он же 3,4 метилендиоксибензальдегид) - сначала проводят его конденсацию с нитроэтаном, затем - восстановление полученного нитропропена - в кетон.

## Использование

### Законное использование
В законных целях используется довольно редко. Зафиксировано использование вещества в небольших количествах в Австралии, Германии, Венгрии, Швеции и Мальте.

### Нелегальное использование
Используется для подпольного синтеза MDMA, MDEA и MDA.

## Синтез MDMA
3,4-МДФ-2-П используется для синтеза MDMA (3,4-метилендиоксиметамфетамина) путём восстановительного аминирования метиламином. Получившейся имин восстанавливают с использованием амальгамы алюминия, либо цианоборогидридом натрия. Также возможно каталитическое восстановление с использованием платинового катализатора.

## Хранение
Вещество неустойчиво при комнатной температуре и должно храниться в морозильной камере.

## Правовой статус
В США 3,4-метилендиоксифенил-2-пропанон находится в список I химикатов, контролируемых Управлением по борьбе с наркотиками (DEA).
В Российской Федерации вещество находится в списке I прекурсоров, оборот которых запрещён в соответствии с законодательством. Указана концентрация 15 % или более.